# Super Girl (album)
Pour les articles homonymes, voir Supergirl.
Albums de Elva Hsiao
I'm Ready
(2011) Shut Up and Kiss Me
(2014)
Super Girl Ai Wu Wei (Super Girl愛無畏) est la 2e compilation de Elva Hsiao, sorti sous le label Gold Typhoon le 21 décembre 2012 à Taïwan.

## Liste des titres
| 1.  | Super Girl Ai Wu Wei (Super Girl 愛無畏)                       | 3:32 |
| 2.  | Lang Fei (浪費; Indulge in Love)                               | 4:05 |
| 3.  | Fang Ai Qing Yi Ge Jia (放愛情一個假; Give Love a Vacation)    | 4:18 |
| 4.  | Shan Shan Re Ren Ai (閃閃惹人愛; Shining Love)                 | 3:19 |
| 5.  | WOW (Feat. Show Luo)                                           | 3:14 |
| 6.  | Ai Bu Li Shou (愛不離手; Love Phone or Me)                     | 3:29 |
| 7.  | More More More                                                 | 3:15 |
| 8.  | Xiao Sa Xiao Jie (瀟灑小姐; Miss Genuine)                      | 3:43 |
| 9.  | Wo Ai Wo (我愛我; I'm Ready)                                   | 3:36 |
| 10. | Kuang Xiang . Qu (狂想．曲; Rhapsody．The Song Of Missing You) | 3:41 |
| 11. | Su Pei Cheng Du (速配程度; Match Degree)                       | 3:14 |
| 12. | Song Song (鬆鬆; Take It Easy)                                 | 3:19 |
| 13. | Yi Shi De Xin Tiao (遺失的心跳; Missing Heartbeat)             | 3:37 |
| 14. | Shou Gou Le (受夠了; Enough is Enough)                         | 3:04 |
| 15. | I'll be There                                                  | 3:43 |
| 16. | Bu Ai Qing Shan Kai (不愛．請閃開; Goodbye Bye Bye)            | 3:28 |
| 17. | Zuan Shi Tang (鑽石糖; Diamond Candy)                          | 4:12 |
| 18. | Rang Ai Fei Qi Lai (讓愛飛起來; Let Love Fly)                  | 3:36 |

| 1.  | You Ai Dao Jiu Hao (有愛到就好; As Long as There was Love)              | 4:29 |
| 2.  | Ai Wo Bu Ai (愛我不愛; Love Me, Love Me Not)                            | 3:37 |
| 3.  | Zui Jia Ting Zhong (Feat. Han Geng) (最佳聽眾 feat. 韓庚; The Listener) | 3:48 |
| 4.  | Cuo De Ren (錯的人; Wrong Man)                                          | 5:12 |
| 5.  | Chong Dong (衝動; Impulse)                                              | 4:38 |
| 6.  | Dao Shu (倒數; Count Down)                                              | 4:07 |
| 7.  | Shuang Mian Nu Shen (雙面女神; Double Faced Goddess)                    | 3:16 |
| 8.  | Tong Bu Hu Xi (同步呼吸; Sync Breathing)                                | 4:06 |
| 9.  | Lei Si Ai Qing (類似愛情; Similar to Love)                              | 4:42 |
| 10. | Cheng Qiang (逞强; Can't Force Love)                                    | 3:52 |
| 11. | Hui Bu Qu Le Ma (回不去了嗎; Point of No Return)                        | 4:43 |
| 12. | Yu Wen (餘溫; I Still Feel You)                                         | 4:00 |
| 13. | Wan Xiao (玩笑; Joke)                                                   | 4:16 |
| 14. | Ai Qing De Wei Guang (愛情的微光; Ray of Love)                          | 5:27 |
| 15. | Wo Pei Ni Ku (我陪你哭; Cry With You)                                   | 3:54 |
| 16. | Wo Men Duo Jiu Mei Qian Shou (我們多久沒牽手; No Hand in Hand)          | 5:03 |
| 17. | Liang Ge Ren De Ji Mo (兩個人的寂寞; Both Lonely)                       | 4:15 |
| 18. | Tang Bai (坦白; Confession)                                             | 3:48 |